# Анри дьо Ламот
Анри Феликс дьо Ламот (на френски: Henri Félix de Lamothe), е френски офицер, журналист и колониалист. Известен в България като специален военен кореспондент на в-к „Le Temps“ (дн. „Le Monde“ „Монд“) по време на Априлското въстание (1876) и Руско-турската война (1877-1878).

## Биография
Анри дьо Ламот е роден на 8 август 1843 в гр. Мец, Франция. Син е на военен, полковник от артилерията. По семейна традиция се ориентира към военното поприще. През 1862 г. се записва в Италия в легиона на Лайош Кошут и с него участва в Пиемонтската война (1862). Участва във Варшавското въстание (1863) на страната на поляците. През 1865 г., след кратък престой в Италия, служи в 8- и Пехотен полк (Франция). Между 1867 и 1871 г., е с полка във френската колония Сенегал.
През 1871 г. напуска военната служба и започва журналистическа кариера. По поръчка на правителството на Канада пътешества и проучва района на Червената река. В периода между юли и август 1875 г. е кореспондент във вестник „Тан“ и като такъв е свидетел на въстанието на Херцеговина и Сръбско-турска война (1876).
Прехвърля се в България и отразява Априлското въстание (1876). В публикация за Баташкото клане показва симпатии към Българската национална кауза. По време на Руско-турската война (1877 – 1878) е специален военен кореспондент на в-к „Le Temps“. Отразява военните действия през цялата война. След войната е колониален кореспондент на вестника в Алжир, Египет, Тунис и Сенегал. За втори път е в България и отразява Съединението на Княжество България с Източна Румелия и Сръбско-българската война (1885).
Отново е на военна служба. През 1886 – 1887 г. е военен командир в Сен Пиер и Микелон. Между 1889 и 1895 г. е управител на френската колония Сенегал. По късно служи в Гвиана, Чад и Република Конго.